# Dimadjou
Dimadjou est une ville de l'Union des Comores, situé sur l'île de Grande Comore. En 2012, sa population est estimée à 1 655 habitants